# 神戸市立木津小学校
神戸市立木津小学校（こうべしりつ きづしょうがっこう）は、兵庫県神戸市西区桜が丘東町五丁目にある公立小学校。

## 沿革
出典

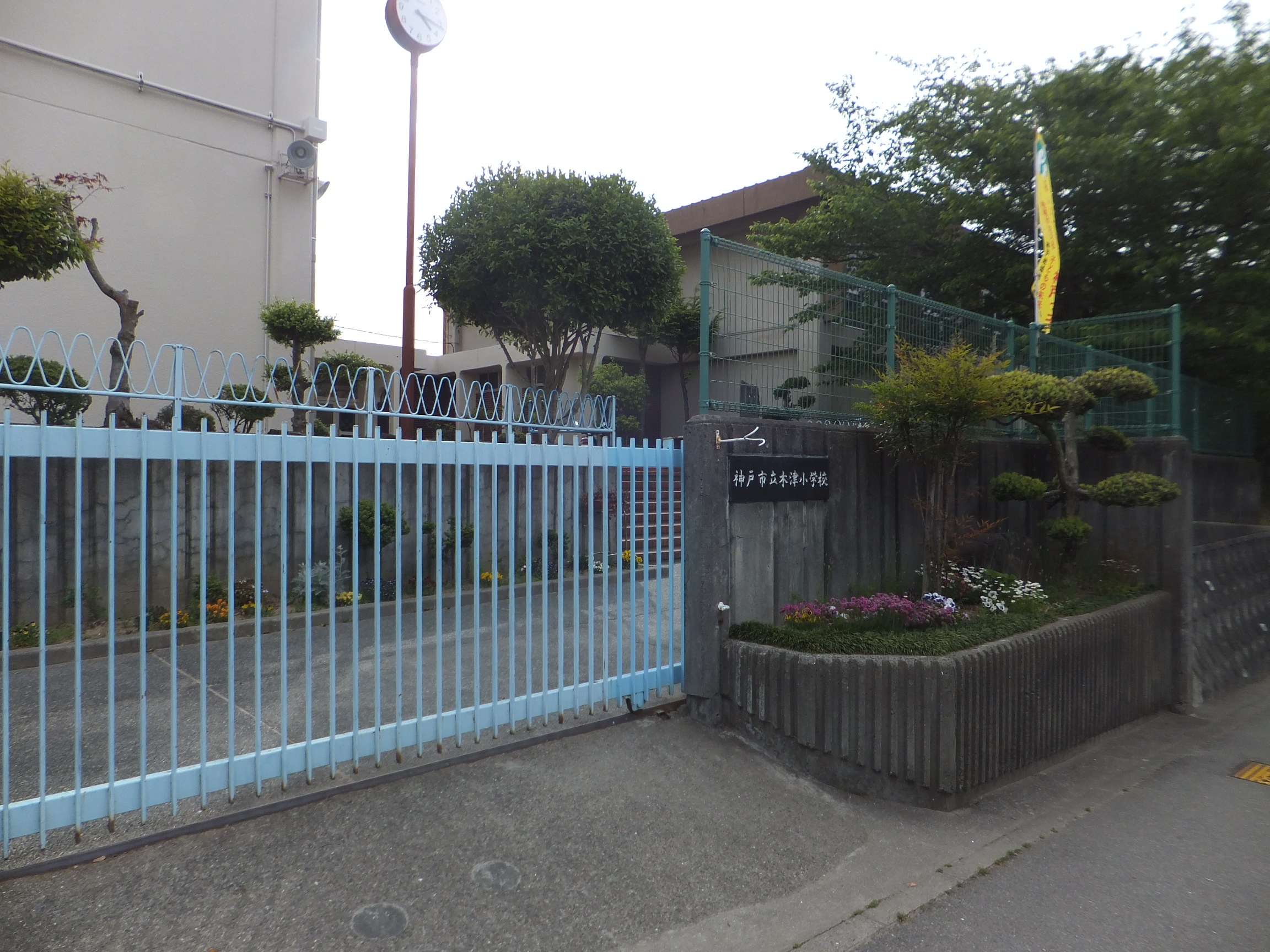
正門

- 1874年7月 - 木津村に開智学校創設。
- 1878年7月 - 木津小学校と改称。（下等小学校・修業年限4ヶ年）
- 1882年5月1日 - 学制の改正により初等・中等科をおく。（各修業年限3ヶ年）
- 1884年4月1日 - 福住小学校[2]と合併し、福住小学校木津分校になる。
- 1886年
  - 4月1日 - 学制の改正により独立して木津簡易小学校となる（修業年限は3年以内となる）
  - 4月12日 - 押部谷村立木津尋常小学校となる（修業年限は4ヶ年）
- 1895年7月7日 - 各学年に唱歌を加設。
- 1896年3月31日 - 学制改正のため裁縫専修科を廃止し裁縫学校を付設。
- 1907年4月1日 - 第5学年新設。（この年度より義務教育修業年限は6ヶ年となる）
- 1908年4月1日 - 第6学年新設。
- 1910年10月3日 - 裁縫学校は廃止し、木津実業補習学校を併置。
- 1941年4月1日 - 木津国民学校と改称。
- 1947年
  - 3月1日 - 神戸市と合併し、神戸市立木津国民学校と改称。
  - 4月1日 - 神戸市立木津小学校と改称、現在にいたる。
- 1979年4月5日 - 新校舎落成。

## 教育方針
- 学校教育目標（2019年度） - 元気に遊ぶ子 心やさしい子 進んで学ぶ子

## 校区
出典
- 秋葉台1 - 3丁目、押部谷町木見、押部谷町木津、押部谷町木幡、桜が丘中町6丁目、桜が丘西町6丁目、桜が丘東町4 - 6丁目、見津が丘1 - 7丁目

## 卒業後の進路
- 神戸市立桜が丘中学校

## 交通
- 神姫バス 20・20A系統「木津小学校前」より[5]

## 著名な出身者
- 明神智和（サッカー選手[6]）
- 橋本達弥（プロ野球選手）

## 通学区域が隣接している学校
- 神戸市立押部谷小学校
- 神戸市立桜が丘小学校
- 神戸市立櫨谷小学校
- 神戸市立太山寺小学校
- 神戸市立藍那小学校
- 神戸市立山田小学校